# Das Keyboard

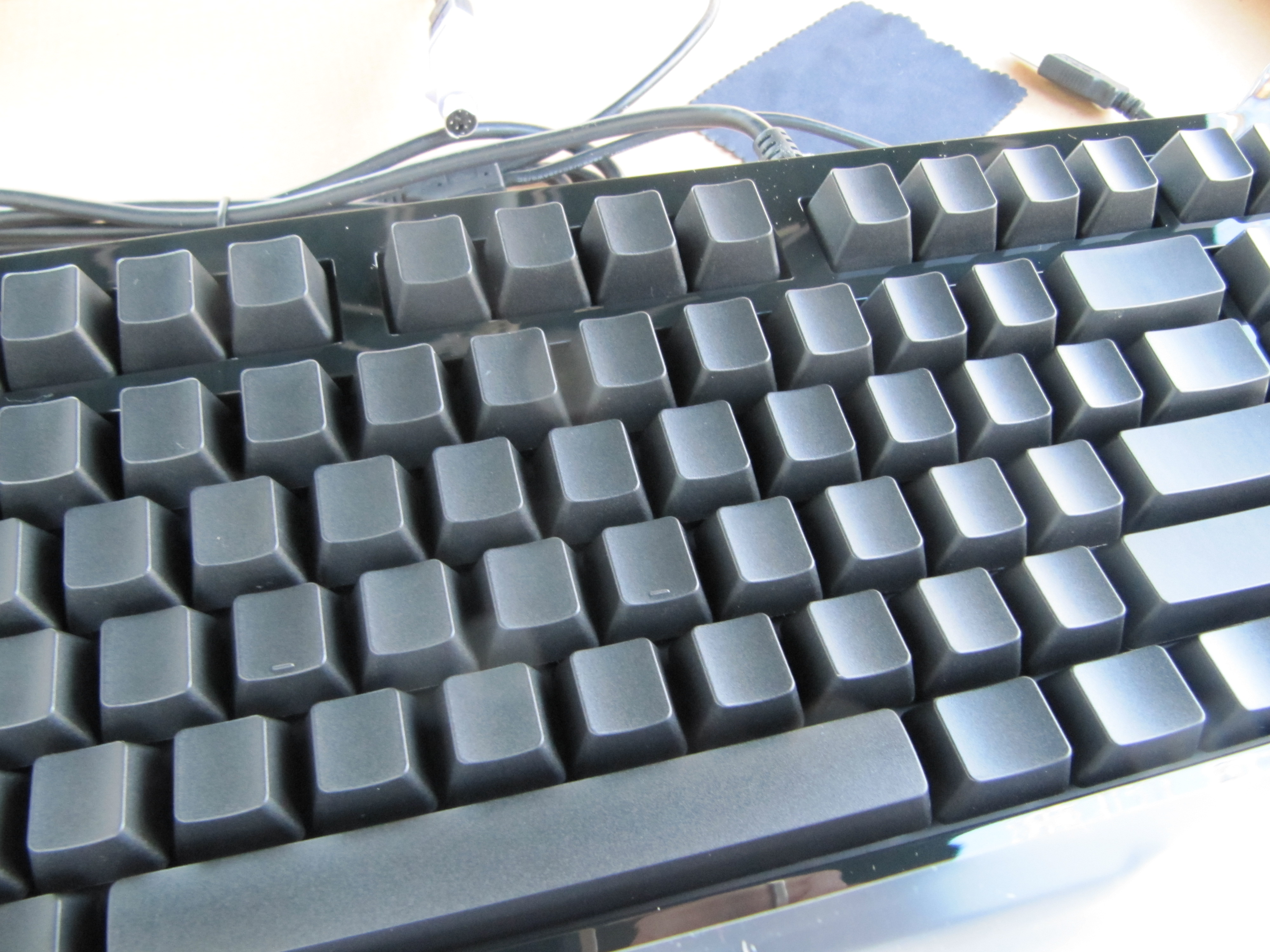
Das Keyboard Model S Ultimate utan tangentsymboler.

Das Keyboard är ett datortangentbord från det amerikanska teknikföretaget Metadot. Det är utformat för att återskapa känslan av ett mer klassiskt, mekaniskt tangentbord med extra uthållighet och ett mer distinkt ljud. Das Keyboard finns i flera modeller, bland annat varianter utan symboler på tangenterna, samt med olika nivåer av klickljud vid användning.
Namnet "Das Keyboard" är informell tyska för ’tangentbordet’. Användningen av artikeln "das" anspelar på tysk ingenjörskonst. De mekaniska tangentbrytarna är av det tyska märket Cherry, ägt av ZF Electronics.
Das Keyboard utvecklades av Daniel Guermeur, grundare av open source-utvecklingsföretaget Metadot i Austin, Texas. Han vill bli effektivare på att skriva på tangentbord. För att tvinga sig själv att lära sig att skriva utan att titta på tangenterna specialbeställde han ett tangentbord utan symboler på tangenterna. Ganska snart kände han att det billiga tangentbordet inte gav den fysiska respons han ville ha, och beställde ett annat av högre kvalitet. Hans blanka tangentbord väckte intresse hos kollegor och bekanta, så Guermeur bestämde sig för att börja sälja tangentbord av den här typen. Försäljningen startade 2005.